# Oliveiros Ferreira
Oliveiros da Silva Ferreira (5 de maio de 1929, São José do Rio Pardo, SP - 21 de outubro de 2017, São Paulo, SP) foi um cientista social, jornalista, escritor, cientista político, historiador e professor, licenciado em Ciências Sociais pela então Faculdade de Filosofia, Ciências e Letras, hoje, Filosofia, Letras e Ciências Humanas - da Universidade de São Paulo - em 1950. Lecionou na USP e na PUC-SP. Tinha parentensco com William Waack.

## Biografia

Oliveiros S. Ferreira

Oliveiros S. Ferreira, filho de Reynaldo Ferreira e Julia da Silva Ferreira, nasceu em 1929 na cidade de  São José do Rio Pardo, no interior paulista. Sua família mudou-se para São Paulo em 1937. Fez todos seus estudos na escola pública: Grupo Escolar, Ginásio, Colégio, Universidade. Formado em 1951, trabalhou na I Bienal de São Paulo como subsecretário dos serviços de imprensa. Prestou concurso de ingresso para o Magistério Secundário do Estado. Aprovado, foi nomeado professor de Sociologia na Escola Norma de Marília, função que exerceu no segundo semestre de 1962. No primeiro semestre desse ano, trabalhou no Palácio do Governo de Minas Gerais como assistente do cerimonial. Em 1953, entrou para a Faculdade de Filosofia, Ciências e Letras como auxiliar de ensino do professor Lourival Gomes Machado. Dele foi assistente até 1962, quando Lourival assumiu importante função na UNESCO. Cursou o período letivo de 1959/1960 na Fondation Nationale des Sciences Politiques em Paris. Em 1966, Oliveiros fez seu doutoramento sobre Haya de la Torre, com tese intitulada “Nossa América, Indoamérica – a Ordem e a Revolução no pensamento de Haya de la Torre”. Em 1981, fez sua livre docência com uma tese sobre Gramsci: “Os 45 cavaleiros húngaros”. Aposentou-se na Faculdade de Filosofia da USP em 1983, continuando, porém, a ministrar cursos de pós-graduação em todos os segundos semestres, neste inclusive. Em 1997 entrou para os quadros da PUC-SP, onde trabalha nos cursos de Graduação e Pós-Graduação. 

É difícil enquadrar o pensamento político de Oliveiros numa das classificações vigentes: direita, liberal, esquerda... Uma colega o definiu, em 1980, como um “anarquista-autoritário”. Resumidamente, pode-se dizer que defende as liberdades democráticas, mas tem especial carinho no trato do Estado e do Poder. Para ele, não há possibilidade de construir uma Nação sem um Estado que exerça de fato suas funções e que se faça presente para todos os cidadãos. Por aí se vê a dificuldade de classificá-lo.

Iniciou sua carreira no jornal “O Estado de S. Paulo” como repórter, em 1953, e lá permaneceu até o ano 2000. Foi promovido a copy-desk (noticiarista). Exerceu as funções de noticiarista e editor da secção Internacional. Depois foi editor da secção Política Nacional, editor da secção de artigos sobre a situação internacional que se publicava aos domingos. Foi depois, em 1967, secretário de redação, cargo que ocupou até 1978. No decurso dessa função foi retido durante uma tarde pela Polícia Federal por haver publicado notícia proibida sobre estouro de aparelho de um dos grupos que faziam oposição armada ao governo. É bom também lembrar de que, de 1967 (lei de Imprensa e Lei de Segurança Nacional) até 1975, teve de conviver com a censura. Em seguida, foi editor da Edição de Domingo, depois, Diretor Redator Chefe e Diretor responsável. Finalmente, Diretor.

## Obra

### Livros
- Ordem Pública e Liberdades Políticas na África Negra - Edição da Revista Brasileira de Estudos Políticos, Belo Horizonte, 1961, 91 págs.

- As Forças Armadas e o desafio da Revolução - Edições GRD, Rio de Janeiro, 1964, 152 págs.

- O fim do Poder Civil - Editora Convívio, São Paulo, 1966, 66 págs.

- Nossa América, Indoamérica - Livraria Pioneira Editora - Editora da USP, São Paulo, 1971, 293 págs.

- A Teoria da "Coisa Nossa" - Edições GRD, São Paulo, 1986, 69 págs.

- Os 45 cavaleiros húngaros - Hucitec - Editora UnB , São Paulo-Brasília, 1986, ISBN 85-230-0171-9, 352 págs.

- Uma Constituição para a mudança - Livraria Duas Cidades Editora, São Paulo, 1986, 108 págs.

- Forças Armadas, para quê? - Edições GRD, São Paulo, 1988, 202 págs.

- Perestroika, da esperança à nova pobreza - Inconfidentes, S. Paulo, 1990, ISBN 85-85054-19-0, 95 págs.

- Vida e morte do Partido Fardado - Saraiva Editora, São Paulo, 2000

- A crise da política externa (autonomia ou subordinação?) - com comentários do embaixador Rubens Ricúpero e apresentação do prof. Reginaldo Mattar Nasser - Editora Revan, Rio de Janeiro, 2001, ISBN 85-7106-235-6

### Artigos em livros
- A evolução da política externa brasileira - in A Nova Ordem Mundial (Painel de Assuntos Internacionais promovido pela Comissão de Relações Exteriores da Câmara dos Deputados em outubro de 1975), Coordenação de Publicações, Câmara dos Deputados, Brasília, 1975, págs. 333 a 343.

- A Escola Superior de Guerra no Quadro do Pensamento Político Brasileiro - in As idéias políticas no Brasil, vol. II, Editora Convívio, São Paulo, 1979, págs. 249 a 287.

- A corporação das Forças Armadas - in A Constituinte em debate (Colóquio realizado em maio de 1986 pelo Departamento de Filosofia da USP) - Sofia Editora, São Paulo, 1986, págs. 125 a 132.

- A representação e a liberdade - in Liberdade, Editora Aleph, São Paulo, 1992.

- Brasilien: ein Sonderfall? - in Lateinamerica Heute: Wirtschaft, Politik, Medien (Fórum organizado pela Deutsche Welle, Colônia) - Edition q Verlags-GmbH, Berlim, 1997, págs. 127 a 133.

- Uma visão do Sistema - in Kritsch, Mello e Vouga (orgs.), Oliveiros S. Ferreira, um pensador da política, Humanitas-Fapesp, USP, ISBN 85-86087-67-X, 1999

- Segurança, Comércio e Ideologia - in Samuel Pinheiro Guimarães (org), Estados Unidos, visões brasileiras, CAPES, IBRI, Brasília, 2000.

- O caminho da violência - in Maria Ângela D'Incao (org.), O Brasil não é mais aquele... Mudanças sociais após a redemocratização, Cortez Editora, São Paulo, 2001, págs. 131 a 146.

- Ação política, ideologia e religião - in Dupas, Gilberto e Vigevani, Tullo, (orgs.), Israel, Palestina, Editora Unesp, ISBN 85-7139-377-X, São Paulo, 2001, págs. 313 a 322.

- O pensamento político de Durkheim - in Émile Durkheim - Lições de Sociologia, Martins Fontes, SP, 2002.

- A reconfiguração da Ordem Mundial no Início do Século XXI - in Política Externa do Brasil para o século XXI, Câmara dos Deputados, Comissão de Relações Exteriores e de Defesa Nacional, Centro de Documentação e Informação, Brasília, 2003, págs 87 a 106.

- Idéias para uma concepção estratégica: a defesa nacional e o projeto nacional - in Política de Defesa para o século XXI, Câmara dos Deputados, Comissão de Relações Exteriores e de Defesa Nacional, Centro de Documentação e Informação, Brasília, págs 35 a 52.

## Títulos e Condecorações
Doutor honoris causa - Universidad Nacional Federico Villarreal, Lima, Peru.
Professor Emérito da Escola de Comando e Estado-Maior do Exército.
Medalha “Mérito Santos Dumont” - Força Aérea Brasileira.
Comendador da Ordem de Rio Branco - Ministério das Relações Exteriores do Brasil. 